# Ji Eun-hee
Dans ce nom, le nom de famille, Ji, précède le nom personnel.
Ji Eun-Hee, née le 13 mai 1986 dans le district de Gapyeong, est une golfeuse sud-coréenne.

## Biographie
Après avoir remporté ses premiers titres en tant que professionnelle en 2006 sur le circuit asiatique puis l'année suivante sur le circuit coréen, elle débute sur le circuit américain en 2007, année où elle ne prend part qu'à quatre tournois, parvenant toutefois à terminer deux fois dans le Top 10. Elle remporte son premier titre sur le LPGA Tour en 2008 en remportant le Wegmans LPGA, tournoi où elle devance de deux coups la Norvégienne Suzann Pettersen. Elle obtient cette même saison une troisième place à l'Open britannique.
En 2009, elle remporte son premier titre majeur lors de l'US Open. Elle commence le dernier tour en deuxième position derrière l'Américaine Cristie Kerr et se retrouve reléguée à trois coups de celle-ci lorsqu'elle réalise un double bogey sur le dixième trou. Elle enchaîne ensuite avec trois birdies, aux 13e, 14e puis 18e trous, ce dernier réalisé grâce à un putt de 6 mètres. Ce dernier coup lui permet de prendre la tête du classement et devancer de un coup la Taïwanaise Kung et de deux sa compatriote In-Kyung Kim et Cristie Kerr.